# Amtsgericht Schöllkrippen

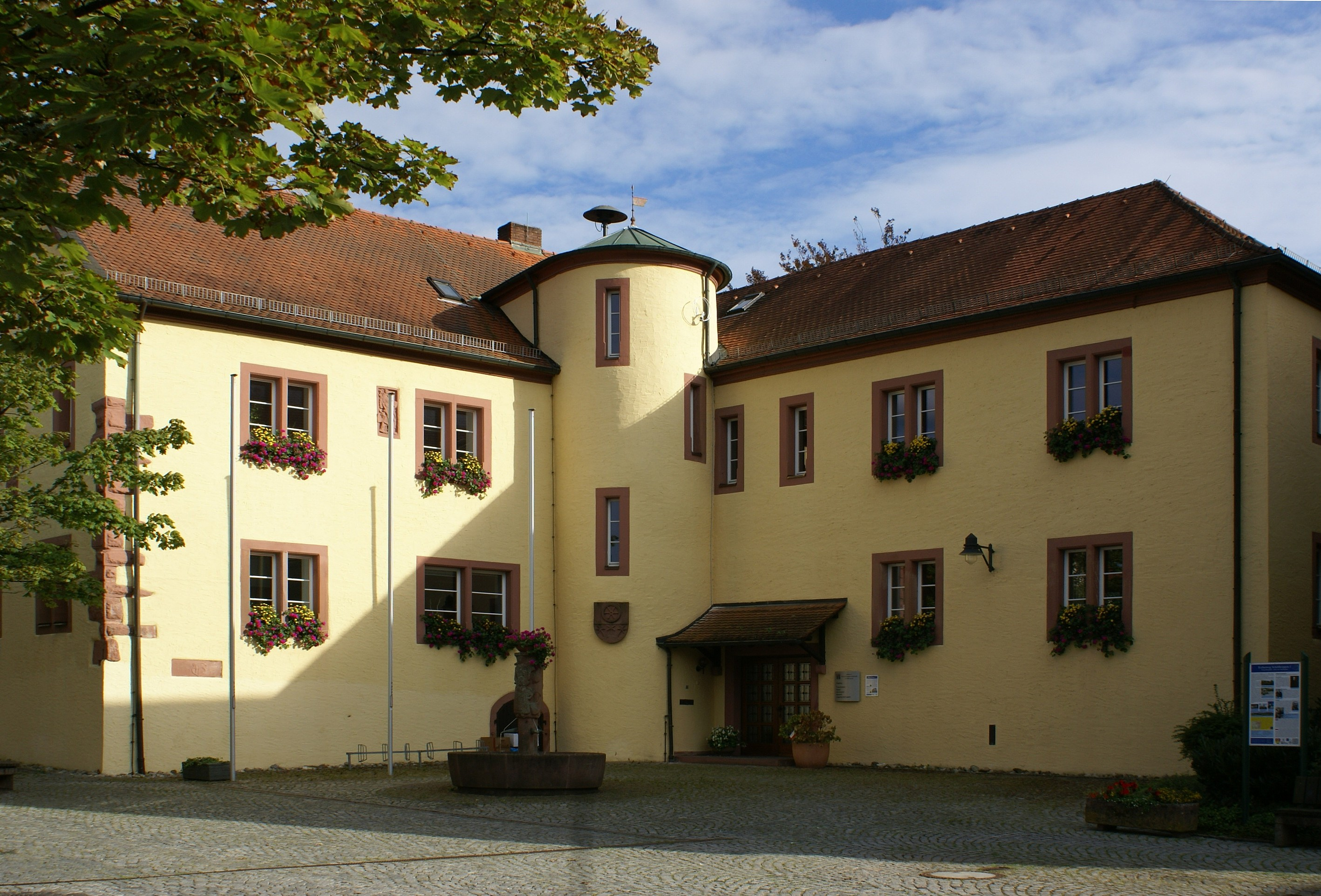
Schloss Schöllkrippen, Sitz des Gerichtes, heute Rathaus (2012)

Das Amtsgericht Schöllkrippen war ein von 1879 bis 1943 existierendes bayerisches Gericht der ordentlichen Gerichtsbarkeit mit Sitz im unterfränkischen Schöllkrippen.

## Landgericht Schöllkrippen
Am 3. September 1858 wurde das königlich bayerische Landgericht Schöllkrippen aus Teilen der Landgerichtsbezirke Alzenau, Aschaffenburg und Rothenbuch gebildet.
Aus dem Landgerichtsbezirk Alzenau waren dies die Gemeinden Dörnsteinbach, Edelbach, Geiselbach, Großblankenbach, Großkahl, Großlaudenbach, Hofstädten, Huckelheim, Kleinblankenbach, Kleinkahl, Kleinlaudenbach, Königshofen, Krombach, Oberwestern, Omersbach, Schneppenbach, Schöllkrippen, Sommerkahl und Unterwestern.
Vom Landgericht Aschaffenburg kamen Eichenberg, Feldkahl und Rottenberg und vom Landgericht Rothenbuch Heinrichsthal und Jakobsthal hinzu. Dem Landgericht war das Bezirksgericht Aschaffenburg übergeordnet.
Zum 1. Juli 1862 wurden im Königreich Bayern Verwaltung und Justiz getrennt. Für die Justiz wurde nun das Landgericht Schöllkrippen zuständig. Der Landgerichtsbezirk blieb unverändert.
Das Verwaltungsgebiet wurde mit dem des Landgerichtes Alzenau zusammengelegt und das Bezirksamt Alzenau gebildet. Aus diesem ging der spätere Landkreis Alzenau hervor.

## Amtsgericht Schöllkrippen
Anlässlich der Einführung des Gerichtsverfassungsgesetzes am 1. Oktober 1879 wurde in Schöllkrippen ein Amtsgericht gebildet, dessen Sprengel deckungsgleich mit dem vorhergehenden Landgerichtsbezirk Schöllkrippen war. Übergeordnete Instanzen waren das Landgericht Aschaffenburg und das Oberlandesgericht Bamberg.
Im Jahre 1943 wurde das Amtsgericht Schöllkrippen stillgelegt und sein Bezirk dem Amtsgericht Alzenau zugeschlagen.

## Gerichtsgebäude
Das Gericht hatte seinen Sitz im ehemaligen Schloss, heute Rathaus, Marktplatz 1 in Schöllkrippen.